# Klein Bonaire

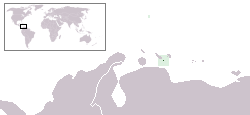
Lägeskarta Klein Bonaire

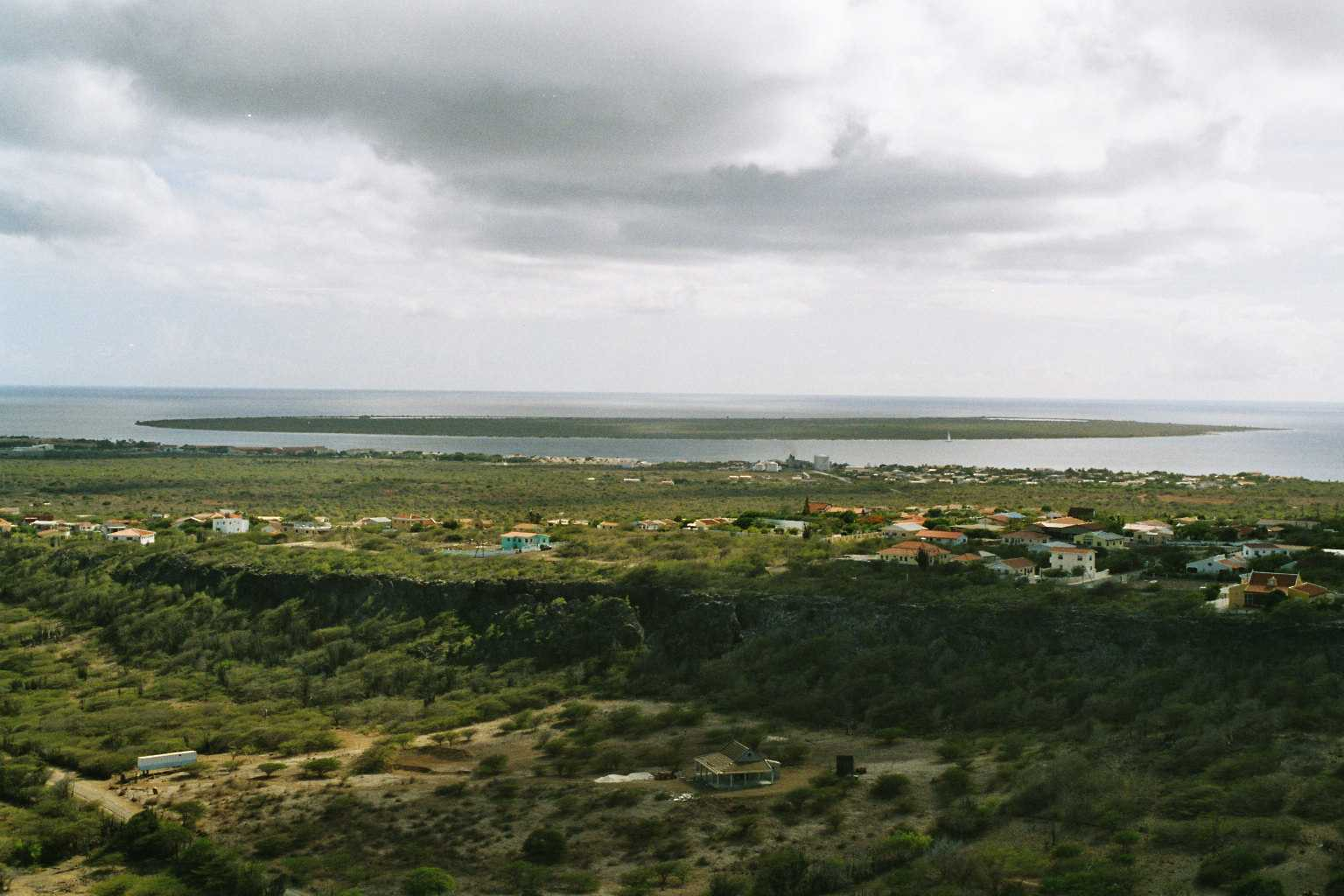
Klein Bonaire

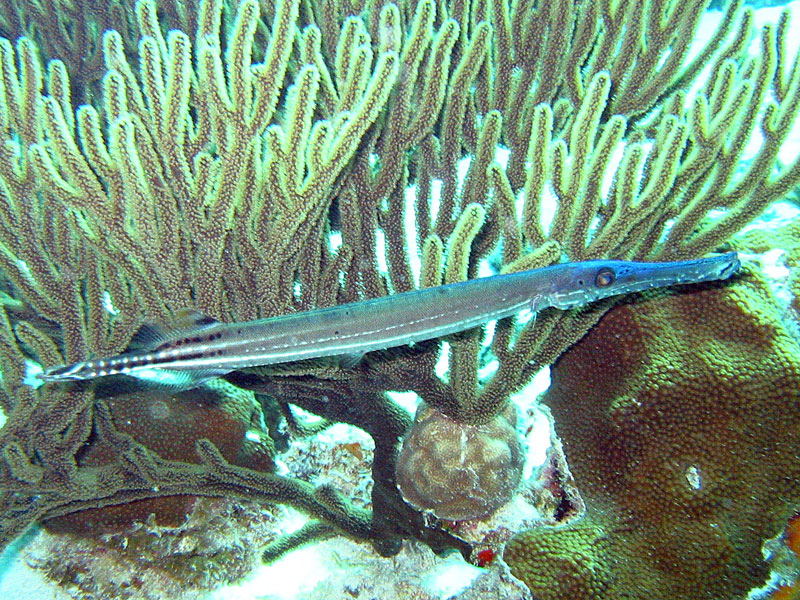
Dykning vid Klein Bonaire

Klein Bonaire (nederländska Lilla Bonaire) en ö i Karibiska Nederländerna, belägen ca 1 km väst om huvudön Bonaire.

## Geografi
Ön har en area om drygt 6 km². Ön är låg med en högsta höjd på ca 2 m, är sparsamt bevuxen och har idag ingen fast befolkning. Tidigare var ön i privat ägo mellan åren 1868 - 1999.
1999 återköptes Klein Bonaire med samlade medel från Bonaires förvaltning, World Nature Fund och The Foundation to Preserve Klein Bonaire och upprättades som nationalpark
Ön används som utflyktsmål från främst Bonaire med dagskryssningar för att njuta av den fina stranden och för snorkling och dykning i de korallrika vatten. En vanlig syn är havssköldpaddor.